# Pentalinon
Pentalinon é um género botânico pertencente à família Apocynaceae.